# Ministerio del Interior (Finlandia)
El Ministerio del Interior (en finés: sisäministeriö (SM); en sueco: inrikesministeriet) es uno de los doce ministerios del gobierno finlandés, que se encarga de asuntos relacionados con la seguridad interna, como la lucha contra el terrorismo, la policía, los servicios de bomberos y rescate y el control de fronteras, así como las cuestiones migratorias. El ministerio está dirigido por la Ministra del Interior, Mari Rantanen del Partido de los Finlandeses.

## Historia
El Ministerio del Interior de Finlandia se creó en 1809 como el Departamento Administrativo de Dirección General. En 1869, el nombre se cambió a Departamento Administrativo de Asuntos Civiles y, en 1917, a Departamento Administrativo de Asuntos Internos. En 1918, tras la independencia de Finlandia, se le otorgó su nombre actual de Ministerio del Interior. A pesar de todos los cambios de nombre, el Ministerio ha tenido, desde sus inicios en 1809, el mantenimiento del orden público y la seguridad interna como su principal objetivo, tal como lo tiene hoy después del Decreto del año 2007.

## Personal
El presupuesto del Ministerio del Interior para 2020 fue de 1.528.758.000 €. El ministerio emplea a 190 personas.